# 먹여치기
먹여치기는 자신의 돌을 희생해 상대의 돌을 잡는 기술이다. 즉, 먹잇돌을 상대방의 호구에 집어넣어 희생시킴으로써 상대방을 몰아치는 수법으로 환격과 비슷하다.